# Абамелек, Анна Давыдовна
Анна Давыдовна Баратынская (урождённая княжна Абамелик) (арм. Աննա Դավթի Աբամելիք, груз. ანა დავითის-ძე აბამელიკი; 3 [15] апреля 1814, Санкт-Петербург — 13 [25] ноября 1889, Санкт-Петербург) — фрейлина, известная красавица, светская львица, поэтесса и переводчица. По происхождению армянка. Считалась одной из красивейших женщин России своего времени.

## Биография
Родилась в Санкт-Петербурге 3 (15) апреля 1814 года — дочь генерал-майора императорской армии князя Давида Семёновича Абамелика (1774—1833), армянина по происхождению, от его брака с Марфой Иоакимовной Лазаревой (1788—1844). Лазаревы (Егиазаряны) — армянский род. Получила солидное домашнее образование в богатом родительском доме. В совершенстве знала английский, французский, армянский, грузинский, немецкий языки, а впоследствии, углубившись в чтение религиозной литературы, выучила греческий язык.

В апреле 1832 году была пожалована фрейлиной к великой княгине Елене Павловне, но продолжала жить в родительском доме. 10 ноября 1835 года вышла замуж за флигель-адъютанта Ираклия Абрамовича Баратынского (1802—1859), брата поэта Евгения Баратынского. По поводу их брака А. Булгаков писал:
Абамелек выходит замуж за Баратынского, адъютанта государя...Одни говорят, что они соответствуют друг другу, другие — что нет.
Первые годы замужества жила в Петербурге, часто бывала в родовом имении мужа Маре; с 1842 года — в Ярославле, где Баратынский был генерал-губернатором. В 1846 году он был переведён в Казань, где Анна Давыдовна была главной попечительницей всех учебных и воспитательных учреждений города. Её музыкально-литературном салон посещала вся местная интеллигенция, у неё бывали Н. Лобачевский, Л. Толстой и М. Балакирев.
Пока муж продвигался по службе, Анна Давыдовна занималась литературными переводами и блистала в свете. Переводила на французский язык Пушкина, Лермонтова, Тютчева, Некрасова, на английский язык — Туманского, Апухтина, А. Толстого и на русский — Гёте, Гейне, Байрона. Пушкин, знавший княжну Абамелек в лицейские годы ещё совсем маленькой, двух-трёхлетней девочкой, в 1832 году вписал в её альбом стихотворение, в котором говорил о дружеском восхищении её расцветшей красотой и светскими успехами.
Когда-то (помню с умиленьем)

Я смел вас нянчить с восхищеньем,

Вы были дивное дитя.

Вы расцвели — с благоговеньем

Вам ныне поклоняюсь я.

За вами сердцем и глазами

С невольным трепетом ношусь

И вашей славою и вами,

Как нянька старая, горжусь.
Получив должность генерал-губернатора, Ираклий с Анной переехали в Казань.
Там Анна занималась попечением учебных, воспитательных и музыкальных учреждений города, которые часто посещала местная интеллигенция. На протяжении многих лет Анна продолжала блистать в высшем свете.

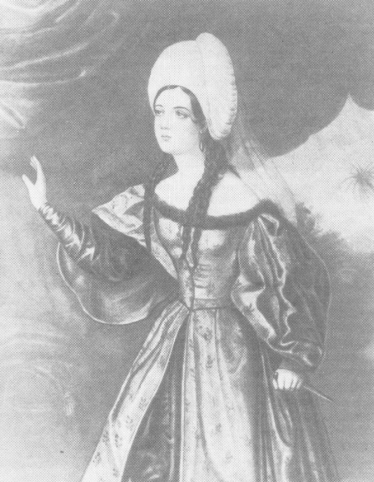
В костюме Заремы. Портрет неизвестного художника (1831)

О её красоте, уме и таланте писали С. Глинка, С. Е. Раич, И. И. Козлов. Ф. Гагерн, путешествовавший по России в 1839 году и присутствовавший на придворном приёме в Петергофе, среди красивейших дам отметил Анну Баратынскую, «чисто восточной красоты, чёрные глаза и шелковистые ресницы которой напоминают нам байроновские идеалы».
По критическому замечанию Д. Фикельмон, Баратынская имела поразительно красивое лицо с миндалевидными, очень красивыми глазами и чёрными, как смоль, волосами, но её красота была прелестна только в ориентальском одеянии, а европейская одежда лишь подчёркивала отсутствие в ней какой-либо грации и осанки. Это была всего лишь банальная красота и притом неестественная. Даже перешагнув роковой для красавиц рубеж сорокалетия, Баратынская всё ещё считалась красавицей, держала себя на своих приёмах с большим тоном и принимала в перчатках, о чём говорил весь город, даже её кресло в гостиной стояло на некотором возвышении.
В 1856 году была награждена орденом св. Екатерины меньшего креста. В 1859 году овдовела. Не имея детей, всё своё время она посвящала благотворительности. В годы Крымской войны активно занималась сбором пожертвований в пользу раненых. В 1879 году была отмечена Мариинским знаком беспорочной службы 1-й степени.
Скончалась 13 (25) ноября 1889 года в Санкт-Петербурге и была похоронена рядом с мужем на кладбище Воскресенского Новодевичьего монастыря. Надгробие утрачено.